# Roupala sessiliflora
Roupala sessiliflora är en tvåhjärtbladig växtart som beskrevs av J.F.Morales. Roupala sessiliflora ingår i släktet Roupala och familjen Proteaceae. Inga underarter finns listade i Catalogue of Life.